# Minna Canth
Minna Canth ( PRONÚNCIA; nome completo: Ulrika Wilhelmina Johnsson; Tampere, 19 de março de 1844 – Kuopio, 12 de maio de 1897) foi uma escritora e ativista social finlandesa.
É uma pioneira do uso do finlandês como língua literária. Os seus dramas fazem parte do repertório habitual do teatro finlandês.

## Biografia
A sua língua materna foi o sueco, mas ela escreveu em finlandês. Casou com o Johan Ferdinand Canth e deu à luz 7 crianças. Johan Ferdinand Canth morreu em 1879 e foi a partir daí que ela começou a escrever ao mesmo tempo que cuidava da cavalada  e gerenciava a loja da família com a venda de sapatos. Ela foi uma naturalista muito importante que escreveu muito sobre os direitos da mulher, dos trabalhadores e dos pobres. Ela tomou Henrik Ibsen e Leo Tolstoi como exemplos. Minna Canth é a primeira mulher a receber desde 2007, todos os anos, no dia de seu aniversário, a homenagem do hasteamento da bandeira da Finlândia.
O seu trabalhado mais importante é o drama Työmiehen vaimo ("A mulher do trabalhador", 1885). A figura principal é Johanna cujo marido, Risto, é alcoólico e esbanja o dote da Johanna. Johanna é impotente segundo a lei, o dinheiro, tudo é do marido. A estreia do drama foi um escândalo, mas ao mesmo tempo o parlamento votou uma lei nova – a separação de bens.
Outros trabalhos importantes da escritora são os dramas: "Anna Liisa", "Papin perhe" ("A família do pastor") e "Sylvi" e os romances: "Hanna" e "Köyhää kansaa" ("Gente pobre").